# Louroux-de-Bouble
Louroux-de-Bouble település Franciaországban, Allier megyében. Lakosainak száma 228 fő (2022. január 1.). Louroux-de-Bouble Chirat-l’Église, Coutansouze, Échassières, Vernusse és Lapeyrouse községekkel határos.

## Népesség
A település népességének változása:
| Lakosok száma | 403  | 303  | 268  | 290  | 268  | 251  | 239  | 231  | 230  | 228  |
|               | 1968 | 1982 | 1990 | 2006 | 2013 | 2015 | 2017 | 2019 | 2020 | 2022 |